# Escudo de Lavalleja
El Escudo de Lavalleja consta de tres franjas horizontales de color azul, blanco y rojo. En su interior contiene un dibujo del Sol de Mayo, que ilumina el Cerro Arequita. En la parte inferior izquierda del mismo figuran un arado y una parva de trigo, y en la parte derecha un toro, los tres símbolos de la riqueza del departamento.
Arriba y abajo del dibujo, y en letras blancas, figuraba la leyenda Municipio de Lavalleja.
La Intendencia de Lavalleja, comunicó a la población, que por Decreto N.º 2882 de la Junta Departamental de Lavalleja, recaído en Expediente N.º 11422/2010, en su Artículo N.º 1 se adopta a partir de la promulgación del presente Decreto la denominación “Intendencia Departamental de Lavalleja” en lugar de “Intendencia Municipal de Lavalleja”.
El Artículo N.º 2 establece que se sustituye en el Escudo del Departamento de Lavalleja el término “Municipio” por el término “Departamento”.
- Datos: Q8777961